# تاج ماكويليامز فرانكلين
تاج ماكويليامز فرانكلين (بالإنجليزية: Taj McWilliams-Franklin)‏ مواليد 20 أكتوبر 1970 في إل باسو، هي لاعبة كرة سلة أمريكية معتزلة تحولت إلى التدريب بعد الاعتزال. بدأت مسيرتها الاحترافية في سنة 1993. تم اختيارها من قبل فريق أورلاندو ميريكل خلال الدرافت. تدرب دالاس وينغز. اعتزلت اللعب في 2014. فازت بلقب دوري المحترفات. شاركت 6 مرات في مباراة كل النجوم.

## المسيرة الاحترافية
لعبت مع فولفنبوتل في موسم 1993–1994، ثم لعبت مع أورلاندو ميريكل من سنة 1999 إلى 2002، ثم لعبت مع نادي سكيو لكرة السلة للسيدات من سنة 1999 إلى 2002، ثم لعبت مع كونيتيكت صن من سنة 2003 إلى 2006، ثم لعبت مع نادي بارما لكرة السلة للسيدات في موسم 2003–2004.

## روابط خارجية
- تاج ماكويليامز فرانكلين على موقع الاتحاد الوطني لكرة السلة النسائية (الإنجليزية)
- تاج ماكويليامز فرانكلين على موقع كرة السلة الأوروبية.كوم (الإنجليزية)
- تاج ماكويليامز فرانكلين على موقع كلية كرة السلة في سبورتس رفرنس.كوم (الإنجليزية)
- تاج ماكويليامز فرانكلين على موقع بروبوليرز (الإنجليزية)
- تاج ماكويليامز فرانكلين على موقع سبورتس رفرنس (الإنجليزية)
- تاج ماكويليامز فرانكلين على موقع سبورتس رفرنس (الإنجليزية)